# Eremiascincus rubiginosus
Eremiascincus rubiginosus — вид сцинкоподібних ящірок родини сцинкових (Scincidae). Ендемік Австралії. Описаний у 2018 році.

## Поширення і екологія
Eremiascincus rubiginosus відомі за кількома зразками, зібраними в Національному парку Карінджіні в регіоні Пілбара у Західній Австралії. Вони живуть серед скель.